# Lipovec, Šmarje pri Jelšah
Lipovec este o localitate din comuna Šmarje pri Jelšah, Slovenia, cu o populație de 44 de locuitori.